# Pietra di Volvic

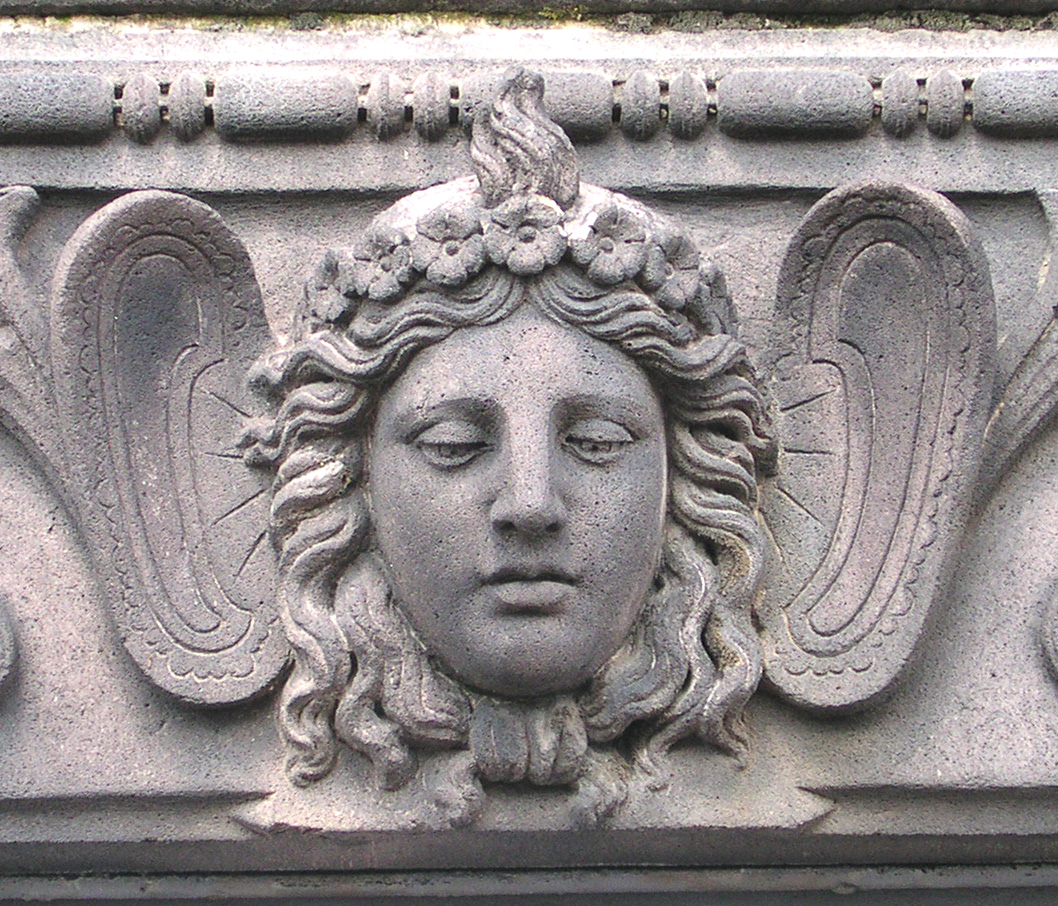
Scultura in pietra di Volvic

La pietra di Volvic è una roccia vulcanica che fu molto utilizzata nei dintorni di Clermont-Ferrand e di Riom (Puy-de-Dôme - Francia). Essa proviene in gran parte dalle cave site in prossimità del comune francese di Volvic, dal quale prende il nome.

## Geologia
La pietra di Volvic è un misto trachite-andesite e proviene dalle colate del Puy de la Nugère. Questo vulcano ha vissuto un episodio di tipo stromboliano effusivo che ha dato origine a colate di trachite-andesite dalle quali viene estratta questa pietra.
Si tratta di una pietra di colore grigio scuro con numerose piccole bolle e del feldspato. Resiste al gelo e ai prodotti chimici e presenta un basso coefficiente di dilatazione termica, tutte caratteristiche che ne fanno un interessante materiale da costruzione.

## Sfruttamento

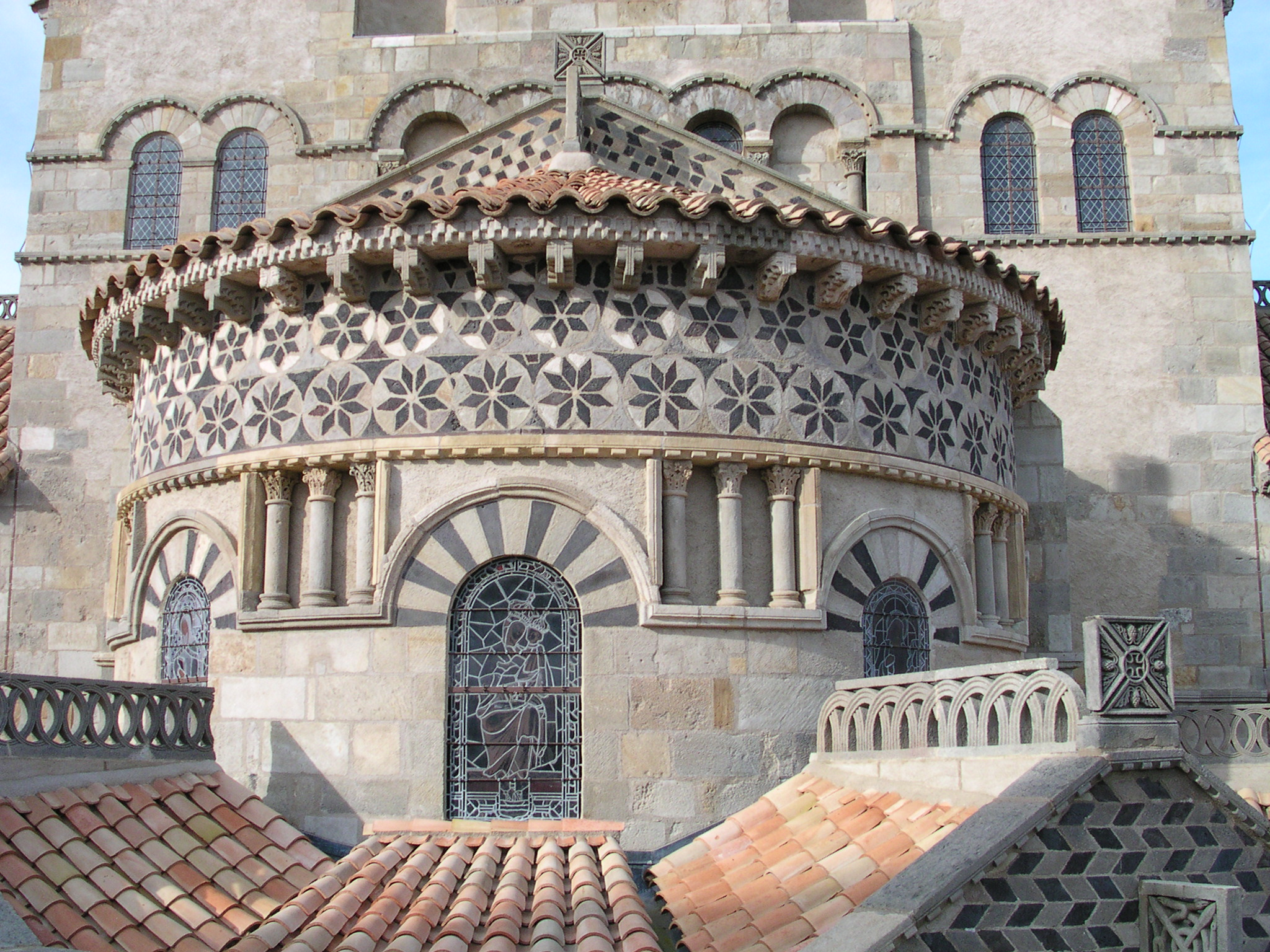
Mosaici in pietra di Volvic della basilica di Notre-Dame-du-Port a Clermont

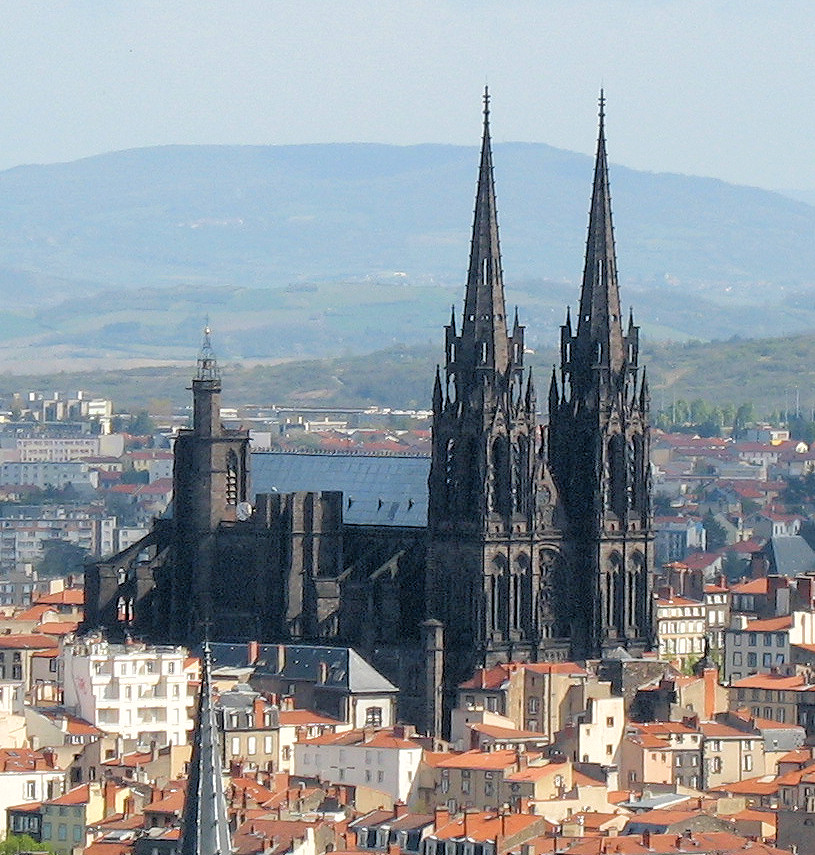
Un esempio di utilizzo della pietra di Volvic: la cattedrale di Clermont-Ferrand

La pietra di Volvic, come indica il nome, proviene da cave vicine al comune alverniate di Volvic, che molto probabilmente sono state sfruttate da lungo tempo. Il suo sviluppo data dalla costruzione della Cattedrale dell'Assunta di Clermont-Ferrand nel XIII secolo.
Essa è stata fin dall'inizio estratta in miniere sotterranee, ma nel XIX secolo l'estrazione si è modificata diventando un'estrazione a cielo aperto, il che permetteva di aumentare le quantità estratte. Nel corso del XIX e del XX secolo l'estrazione è stata meccanizzata. Essa ha impiegato, tra le due guerre mondiali, fino a 1 500 persone, per poi diminuire di molto.

## Utilizzo

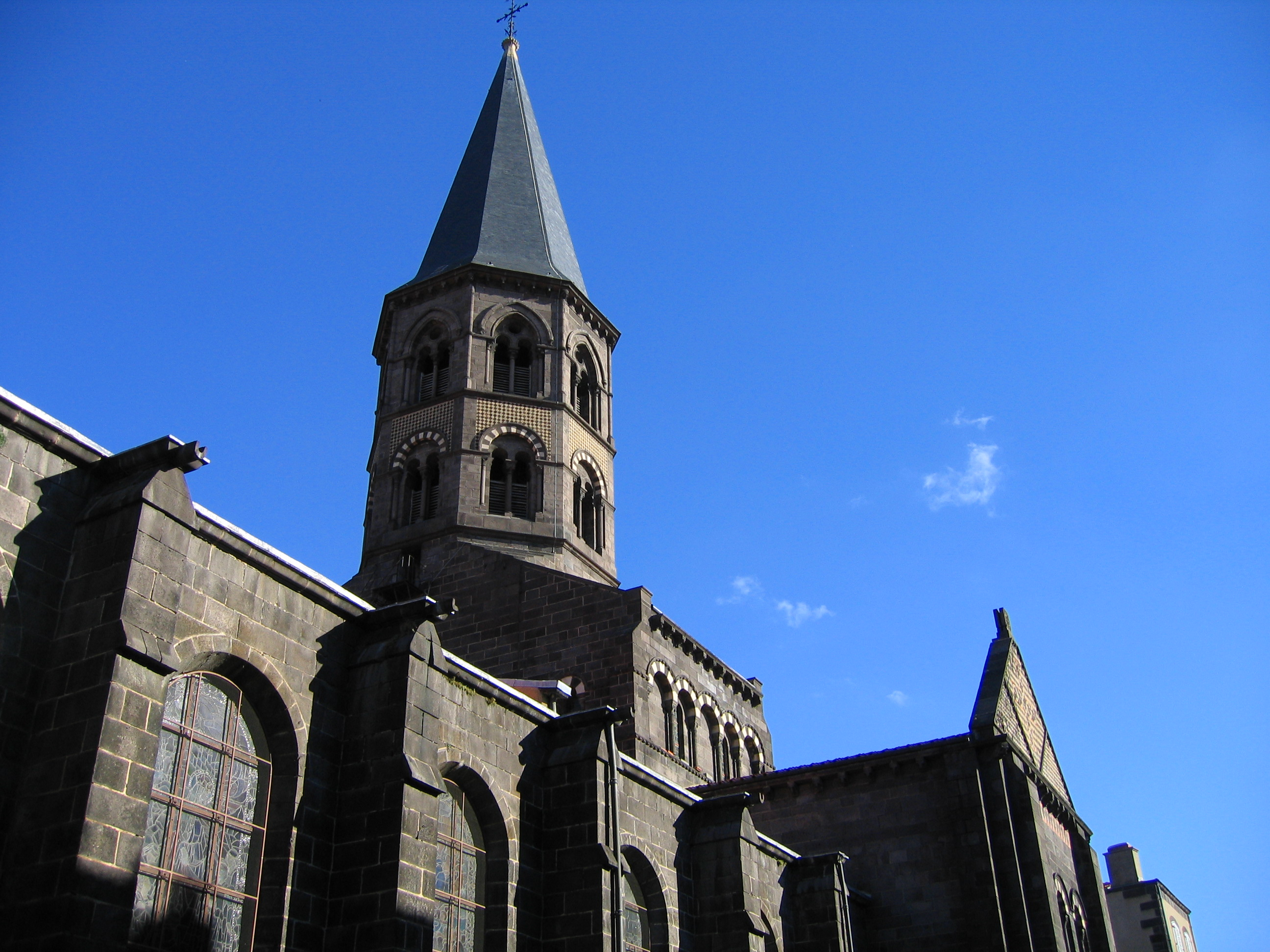
Esempio d'utilizzo della pietra di Volvic: la basilica di Saint-Amable a Riom

Le caratteristiche della pietra di Volvic ne fanno un ottimo materiale da costruzione per edifici. È la costruzione di chiese dalla fine del XII secolo e inizio del XIII nella regione di Clermont che segna l'esordio del suo utilizzo intensivo nelle città della Bassa Alvernia: Riom, Clermont-Ferrand, ecc. Essa fu in seguito molto usata per edifici cittadini. Il suo colore scuro dà un aspetto tipico all'architettura dei quartieri storici delle città di quella regione. Come esempi si possono vedere a Clermont-Ferrand l'hôtel Savaron (1513) o la fontana d'Amboise (1515).
Essa conobbe uno sviluppo nuovo grazie all'ingegnere Gilbert Chabrol de Volvic, prefetto del dipartimento della Senna dal 1812. Egli fece effettuare numerosi lavori stradali e utilizzò la pietra di Volvic per i bordi dei marciapiedi e per altre applicazioni.
La sua struttura e la sua durezza ne fecero parimenti un materiale che si prestava bene alla scultura. Fu utilizzata anche per numerosi monumenti funebri. Si possono vedere per esempio le numerose sculture che utilizzarono tale materiale a Chapdes-Beaufort sullo Chemin Fais'Art.
Il suo alto punto di fusione (circa 1500 °C) fa sì che essa venga utilizzata, con il nome di "lava di Volvic", come substrato per la smaltatura della pietra, che richiede il riscaldamento a una temperatura media di 960 °C. Il conte Chabrol de Volvic ne fu l'iniziatore: come prefetto della Senna dal 1812 al 1815, egli la utilizzò per le piastre con il nome delle vie di Parigi. Questo utilizzo fu reso permanente nel 1844 da un decreto del prefetto Rambuteau.
La "lava di Volvic" fu anche utilizzata dalla società Michelin per le piastre smaltate (su sostegno di cemento armato) che indicano strade e agglomerati, prodotte dalla Michelin per la Francia tra il 1910 e il 1971.
Anche se la quantità è diminuita, essa è ancora utilizzata a fini artistici per le tavole di orientamento

## Citazione letteraria
(Alexandre Vialatte in La Basse-Auvergne, 1936)